# Lon Luvois Fuller
Lon Luvois Fuller (1902- 1978) was hoogleraar rechtswetenschap aan de Harvard-universiteit in Cambridge. Zijn belangrijkste werk was The morality of Law, dat hij schreef in 1964. In dit boek ging hij in op het verband tussen moraal en de wet.
Fuller heeft acht voorwaarden opgesteld voor functionerend recht, tevens de tertiaire regels in het recht (de primaire en secundaire zijnde: de gedragsregels en de regels over de gedragsregels volgens Hart: The concept of Law - 1961). Wanneer het recht niet deze vorm heeft, en niet aan deze voorwaarden voldoet, kan het recht niet optimaal functioneren:
- regels, geen ad-hocuitspraken;
- publiceren van regels;
- geen wetgeving met terugwerkende kracht / nulla poena-beginsel;
- regels moeten begrijpelijk zijn;
- regels mogen niet tegenstrijdig zijn;
- regels moeten navolgbaar zijn;
- regels niet te vaak veranderen;
- correspondentie tussen regel en de feitelijke uitvoering ervan.